# Capitol (Leipzig)

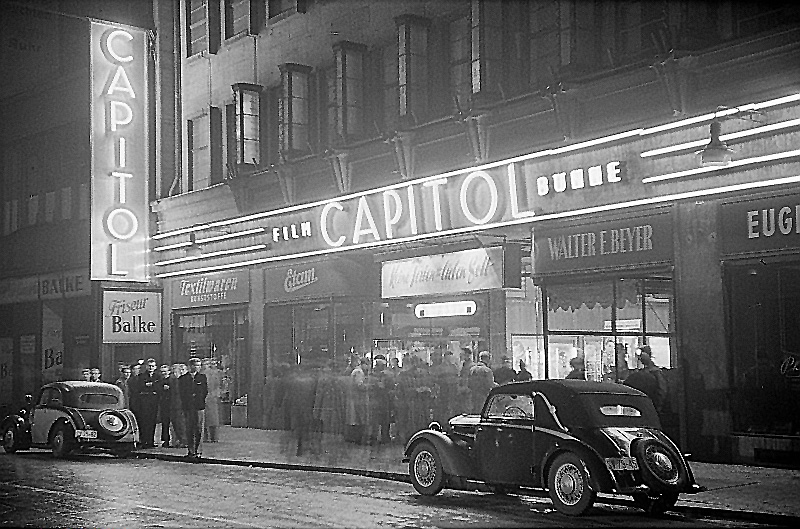
Die Filmbühne Capitol im Jahr 1953

Das Capitol (genauer Filmbühne Capitol) war ein von 1929 bis 2003 betriebenes Filmtheater in Leipzig. Es war eines der größten Kinos der Stadt und über vierzig Jahre der Hauptveranstaltungsort der Internationalen Leipziger Dokumentar- und Kurzfilmwoche.

## Lage und Beschreibung
Das Capitol befand sich im Messehaus Petershof im Stadtzentrum in der Petersstraße 20. Der Eingang führte durch den im Stil des Art déco gestalteten Lichthof des Hauses in ein ausgedehntes Foyer, von dem aus Treppen abwärts in den Saal führten. Die tiefste Stelle des Saales lag etwa vier Meter unter Straßenniveau, was für die Eröffnungszeit einmalig in Deutschland war. Die Stuhlreihen im  Parkett waren leicht ansteigend, ebenso jene auf dem Rang. Anfangs gab es noch Seitenränge. Mit über 1700 Plätzen war es zum Zeitpunkt seiner Eröffnung das zweitgrößte Kino der Stadt. Nur jenes in der Alberthalle, das aber 1943 zerstört wurde, war mit 2300 Plätzen größer. Ein Seitenausgang aus dem Saal führte auf den Thomaskirchhof.

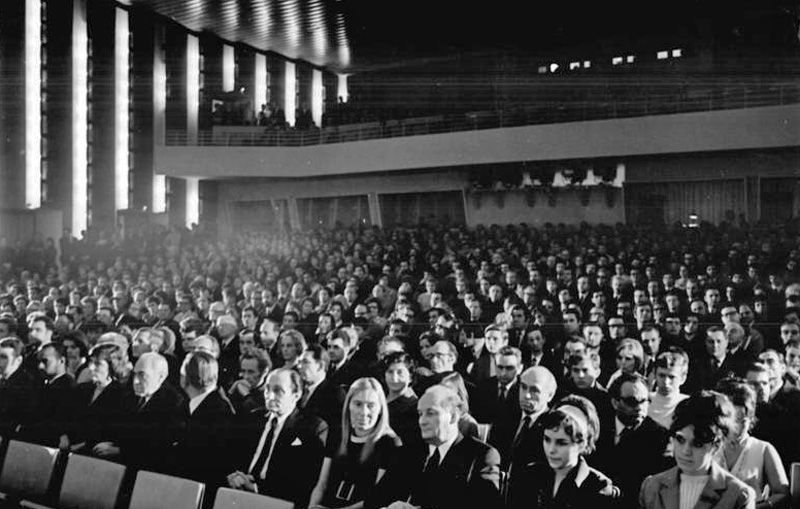
Zuschauerraum (1970)

Das Capitol besaß von Anfang an als erstes der Leipziger Kinos eine Kinoorgel, zunächst eine Hupfeld-Pfeifenorgel, die später durch eine Hammond-Orgel ersetzt wurde. Diese wurde wegen Ersatzteilmangels 1983 außer Betrieb gesetzt. Organisten an der Kinoorgel waren von 1929 an Erich Neumann, später abgelöst von Hasso Veit.

## Geschichte
Von 1927 bis 1929 wurde das Messehaus „Reichskanzler“ durch das neue Messehaus „Petershof“ ersetzt. Dabei wurden Grundstücke bis zur Burgstraße und dem Thomaskirchhof einbezogen. Architekt war Alfred Liebig (1878–1952). Das in das Gebäude integrierte Kino Capitol wurde am 30. August 1929 feierlich eröffnet. Der Hauptfilm des Abends war die Uraufführung von „Der Günstling von Schönbrunn“.
Die Betreiber des Capitols waren nacheinander die Phoebus-Film AG, die Ton- und Lichtbildreklame AG (Tolirag), die Provinz-LS GmbH, die UFA, die Filmtheaterbetriebe der DDR (FTB) Leipzig und schließlich Bofimax Bochum.
Der Messehof mit dem Capitol war im Zweiten Weltkrieg nicht zerstört worden. Deshalb nutzten Parteien und Organisationen den Saal für politische Versammlungen und Kundgebungen, so zum Beispiel am 7. Juli 1945 zu einer Tagung des „Antifaschistischen Blocks“, am 5. Februar 1946 zum Festakt zur Wiedereröffnung der Universität und am 31. März 1946 zu einer Vereinigungskonferenz von SPD und KPD. Am 31. Dezember 1945 führte das Gewandhausorchester Beethovens 9. Sinfonie im Capitol auf und gab hier weitere Konzerte bis zu seinem Umzug 1947 in die Kongreßhalle.

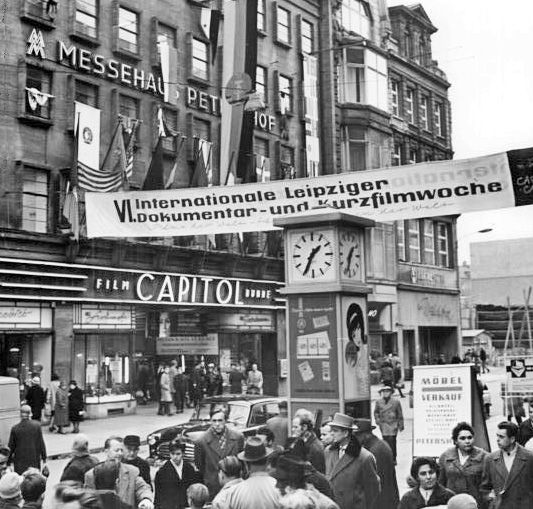
Dokfilmwoche 1963

1955 fand im Capitol die Gesamtdeutsche Leipziger Woche für Kultur- und Dokumentarfilm statt, aus der sich über zahlreiche Umbenennungen das heutige Internationale Leipziger Festival für Dokumentar- und Animationsfilm entwickelte. Bis zum Jahr 2000 war das Capitol Hauptveranstaltungsstätte.
Im westlichen Teil des Petershofs mit Zugang von der Burgstraße wurde 1970 das Studiokino Capitol eröffnet und bis 1993 betrieben. Danach wurde das Capitol unter Einbeziehung des Studiokinos zu einem Vier-Säle-Haus mit Sitzplatzangeboten zwischen 104 und 780 umgebaut.
2003 wurde das Capitol geschlossen und der Petershof nach Besitzerwechsel bis auf die Fassade, den Lichthof und das Treppenhaus entkernt und neu aufgebaut. Im Oktober 2003 fand die letzte Vorstellung mit dem Film „Irgendwann in Mexico“ statt. Die Zuschauer saßen auf weißen Plastikstühlen, da das Originalgestühl bereits entfernt worden war. Der Neon-Schriftzug des Capitols kam ins Stadtgeschichtliche Museum.
Heutzutage ist das umgebaute Kino eine Filiale der Handelskette H&M.